# Herhoff György

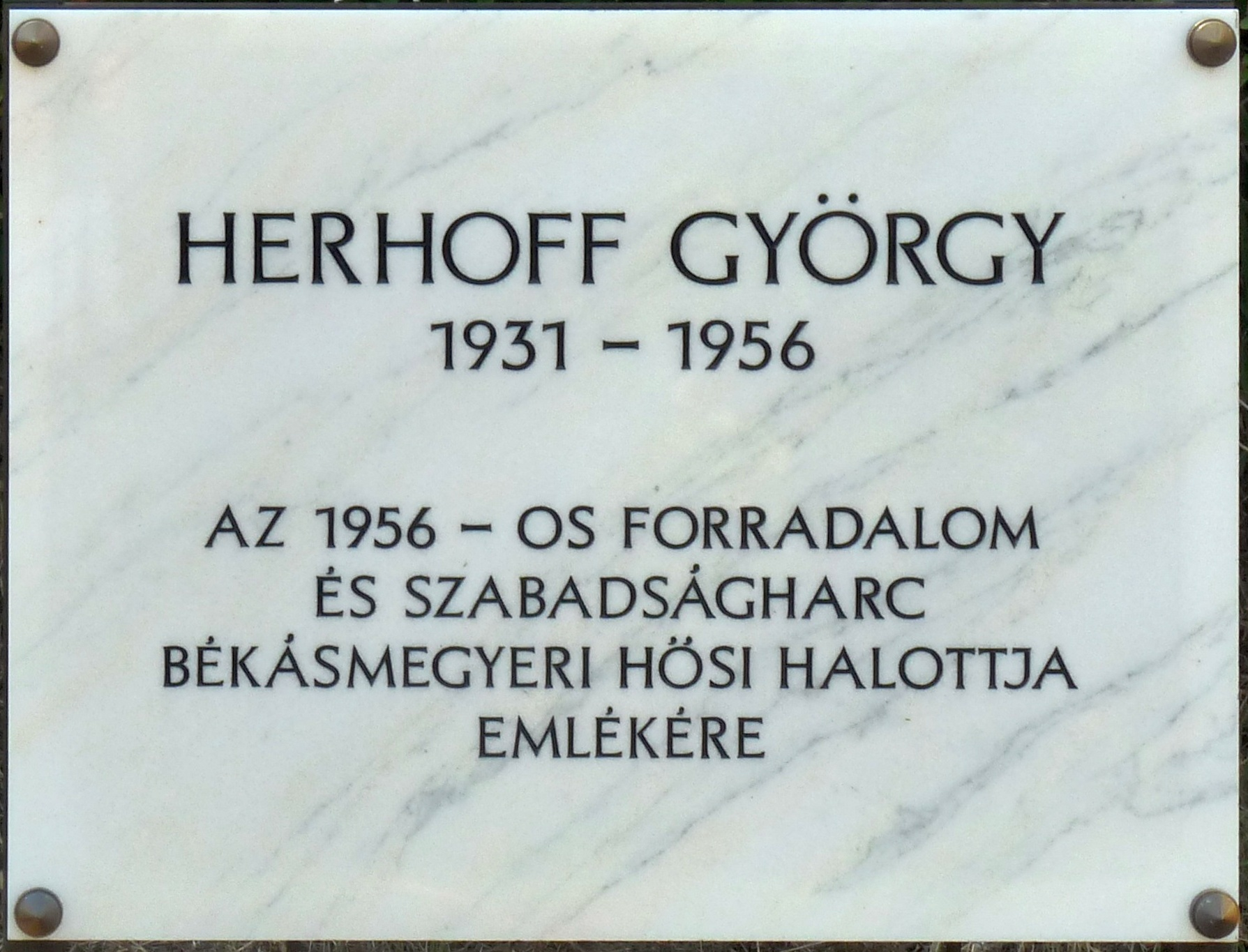
Herhoff György emléktáblája a róla elnevezett utcában.

Herhoff György (Tahitótfalu, 1931. december 4. – Budapest, 1956. november 4.) géplakatos, az 1956-os forradalom békásmegyeri hősi halottja.
Szikvízkészítő apja német, míg anyja magyar származású volt. 1946-ban családja elkerülte a kitelepítést, mivel a zsidó holokauszt idején egy nőt bújtattak, aki igazolta őket.
1950-től sorkatonai szolgálatot teljesített. Leszerelését követően néhány társával rendszerellenes szervezkedésbe kezdett, azonban árulás következtében letartóztatták és 1953-ban összeesküvés vádjával 13 évi börtönbüntetésre ítélték, amiért előbb Vácott, majd a csolnoki munkatáborban raboskodott.. 1956 júliusában rehabilitálták.
Az 1956-os forradalom kitörése után anyja kérte, menjenek Nyugat-Németországba és csatlakozzanak kitelepített rokonaikhoz, ő azonban 1956. október 25-től bekapcsolódott a békásmegyeri helyi Forradalmi Bizottság munkájába. A Széna téri csoporthoz csatlakozva, 1956. november 4-én az oda érkező szovjet erők elleni harcok során, tüdő és szívlövés következtében vesztette életét. Nyughelye nem ismert.
1992. június 30-án (posztumusz) őrnaggyá léptették elő. Békásmegyer-Ófaluban 1997. óta utca viseli nevét, ahol emléktáblát is elhelyeztek.
2016-ban Nemzetidegenek címmel László Gábor készített róla dokumentumfilmet, amelyet Magyar Filmdíjra jelöltek.